# Chiến dịch phòng thủ Mozdok–Malgobek
Chiến dịch phòng thủ Mozdok–Malgobek là hoạt động quân sự lớn của Cụm tác chiến Bắc Kavkaz của quân đội Liên Xô chống lại cuộc tấn công của Cụm tập đoàn quân A (Đức) qua Mozdok và Grozny về hướng Makhachkala - Baku. Từ ngày 1 tháng 9, các quân đoàn xe tăng 3, 40 và quân đoàn bộ binh 52 của tướng Paul Ludwig Ewald von Kleist sau khi đánh chiếm khu công nghiệp lọc hóa dầu Maikop đã cơ động qua Nevinnomyssk tấn công các khu vực phòng thủ của quân đội Liên Xô tại các thành phố Kislovodsk, Piatigorsk, Georgiyevsk nằm trên tuyến phòng thủ từ xa bảo vệ hướng Makhachkala-Baku. Ngày 5 tháng 9, các quân đoàn xe tăng 3 và 40 (Đức) đột phá qua các cụm phòng thủ Kislovodsk, Piatigorsk và Georgiyevsk của quân đội Liên Xô, đẩy Tập đoàn quân 37 (Liên Xô) về tuyến Nalchik - Mozdok. Ngày 6 tháng 9, Tập đoàn quân 9 (Liên Xô) và Tập đoàn quân 44 đã thiết lập xong trận địa phòng thủ phía Tây Grozny gồm 4 tuyến, khóa chặt hai tuyến đường sắt qua Naurskaya và Grozny đi Makhachkala. Mặc dù phải bỏ Nalchik nhưng Tập đoàn quân 37 cũng chặn được Quân đoàn xe tăng 40 (Đức) trước của ngõ Ordzhonikidze. Ở cánh phải, mọi cố gắng của Quân đoàn bộ binh 52 (Đức) đột phá từ Mozdok theo nhánh phía Bắc tuyến đường sắt từ Prokhladny qua Mozdok đi Makhachkala đều bị cánh phải của Tập đoàn quân 9 (Liên Xô) và Tập đoàn quân 44 chặn đứng. Ngày 25 tháng 9, tại cửa ngõ Ordzhonikidze đã diễn ra các trận đột kích của Quân đoàn xe tăng 3 (Đức) và các cuộc phản đột kích của cáng trái Tập đoàn quân 9 và Tập đoàn quân 37 (Liên Xô). Quân đội:Liên Xô đã chặn được các sư đoàn xe tăng Đức ngay ở ngoại ô phía Tây Ordzhonikidze. Ngày 28 tháng 9, tướng von Kleist phải ra lệnh cho các quân đoàn xe tăng Đức ngừng công kích và chuyển sang phòng ngự. Trong các cuộc công kích vào khu phòng thủ Mozdok-Malgoberg, Tập đoàn quân xe tăng 1 (Đức) đã chịu tổn thất khoảng 10.000 sĩ quan và binh lính chết và bị thương, hơn 190 xe tăng bị phá hủy. Không kể một số trận đánh nhỏ có tính thăm dò, trinh sát, hai bên giữ thế phòng ngự tại khu vực này trong suốt hơn hai tháng trước khi diễn ra cuộc tổng phản công mùa đông của quân đội Liên Xô.

## Bối cảnh
Trong toàn bộ mặt trận Kavkaz, hướng Mozdok-Malgobek là hướng quan trọng nhất mà cả quân đội Đức Quốc xã và quân đội Liên Xô đều quan tâm. Đây là con đường ngắn nhất và thuận tiện nhất đã đến khu công nghiệp liên hợp khai thác-lọc hóa dầu lớn nhất của Liên Xô trong thời gian Chiến tranh thế giới thứ hai. Khu vực Mozdok và vùng Malgobek thuộc nước Cộng hòa Xô Viết tự trị Ingusetya đã trở thành bãi chiến trường quyết định sự thắng thua của quân đội Đức Quốc xã và quân đội Liên Xô trong Chiến dịch Kavkaz (1942-1943). Tại khu vực Mozdok-Malgobek cũng có một số mỏ dầu nhưng trữ lượng rất nhỏ, không thể so sánh với các khu vực Maikop và Baku cũng nằm trong vùng Kavkaz.
Điều quan trọng nhất là khu vực Mozdok-Malgobek nằm án ngữ con đường sắt chiến lược từ Rostov đến Baku qua Makhachkala. Tại khu vực Bắc Ingusetya, có hai nhánh đường sắt đi Makhachkala. Nhánh phía Nam đi qua Naurskaya và Grozny, nhánh phía Bắc đi qua Prokhladny và Mozdok. Chiếm được một trong hai tuyến đường sắt này, quân Đức có thể mở được cánh cửa vào phía Nam dãy Kavkaz, tiến đến Tbilisi ở phía Tây và Baku ở phía Đông và còn có thể đi xa hơn về phía Thổ Nhĩ Kỳ và Iran. Để bảo vệ hướng này, Bộ Tổng tư lệnh quân đội Liên Xô đã cho xây dựng ba tuyến phòng thủ. Tuyến đầu bao gồm các cụm phòng thủ Kislovodsk, Pyatigorsk, Georgiyevsk và các cứ điểm lẻ tại Yessentuki, Mineralnye-Vody, Voronsovo-Aleksandrovskoye, thị trấn Arkhanghenskoye và thành phố Budenovsk, họp thành khu phòng thủ Vladikavkaz. Tuyến thứ hai gồm các cụm phòng thủ tại Grozny, Ordzhonnikidze, Nalchik, Mozdok hợp thành khu phòng thủ Grozny. Rút ra những bài học trong việc chậm trễ xây dựng các tuyến phòng thủ ở Taman, khu vực giữa Mozdok và Grozny được quân đội Liên Xô thiết lập bốn hàng rào phòng thủ hiện đại gồm các bãi mìn, hào chống tăng, vật cản chống tăng, các trận địa pháo chống tăng, các hàng rào dây thép gai. Các cây cầu đường sắt và đường bộ qua sông Terek cũng được gài sẵn thuốn nổ để phá sạp khi cuộc phòng thủ diễn ra bất lợi. Tuyến phòng thủ thứ ba kéo dài từ Makhachkala đến Baku gồm cụm phòng thủ Makhachlala - Buynaksk, dải cứ điểm Levashi, dải cứ điểm Khosrekk - Mazhalis (???), dải cứ điểm Kurakh - Kasumkent - Belidzhy - Derbent, dải cứ điểm Kuba - Khalmakh (???) và cuối cùng tại ngoại ô phía Bắc thành phố Baki. Trên các triền núi phía Đông Bắc dãy Kavkaz lớn, quân đội Liên Xô cũng triển khai các cứ điểm phòng thủ giống như ở phần Tây Bắc dãy Kavkaz tại Kodorsky (???), Kvareli, Lagodekhy và Zaqataba để yểm hộ cho hướng Tbilisi khi cần thiết
Quân Đức vẫn tiếp tục phát huy chiến lược đánh nhanh, thắng nhanh tại cửa ngõ vào Baku. Cuối tháng 8 năm 1942, sau khi nhanh chóng chiếm được khu liên hợp lọc hóa dầu số 5 ở Maikop trong tình trạng chỉ còn là một đống phế thải với các giếng dầu đã bị đổ bê tông bịt chặt lại, nước Đức Quốc xã đã đưa đến đây 15.000 kỹ sư và công nhân với hy vọng sớm đưa mỏ dầu khai thác trở lại. Còn quân đoàn xe tăng 3 nhanh chóng cắt phương vị từ Maikop băng qua Labinsk đến khu vực Nevinnomysk-Kursavka phía Nam Stavropol để hội quân với Quân đoàn xe tăng 40 và Quân đoàn bộ binh 52. Đội hình Tập đoàn quân xe tăng 1 (Đức) tấn công khu phòng thủ Vladikavkaz đã có đủ ba trên bốn quân đoàn trong biên chế với bốn sư đoàn xe tăng, hai sư đoàn cơ giới, một sư đoàn pháo tự hành và 3 sư đoàn bộ binh. Riêng Quân đoàn bộ binh sơn chiến 49 được tách về hướng Mikoyan-Shakha (???) để tấn công mở đường qua dãy Kavkaz ra hướng Sukhumi trên bờ Biển Đen. Bộ chỉ huy Cụm Tập đoàn quân "A" (Đức) cũng điều Quân đoàn cơ giới đặc nhiệm F đến Stavropol với dự kiến sử dụng làm thê đội hai tiếp tục tấn công nếu cuộc đột kích trên hướng Mozdok - Malgobek của Tập đoàn quân xe tăng 1 thu được kết quả khả quan.

## Binh lực

### Quân đội Đức Quốc xã
Tập đoàn quân xe tăng 1 của tướng Paul Ludwig Ewald von Kleist sử dụng ba trong bốn quân đoàn trực thuộc tham gia chiến dịch:
- Quân đoàn xe tăng 3 của tướng Eberhard von Mackensen, gồm các sư đoàn xe tăng 13, 19 và sư đoàn cơ giới SS "Wiking".
- Quân đoàn xe tăng 40 của tướng Leo von Schweppenburg gồm các sư đoàn xe tăng 3, 11, sư đoàn cơ giới 16 và sư đoàn pháo chống tăng tự hành 670.
- Quân đoàn bộ binh 52 của tướng Albert Zehler gồm các sư đoàn bộ binh 50, 111 và 370.
- Sư đoàn đổ bộ đường không 5.

Cuốn tháng 9, sau các trận đột phá của quân Đức lên núi Kavkaz tại các đèo Klukhori, Marukh và khu phòng thủ Tuapse thất bại, các sư đoàn bộ binh sơn chiến 1, 4 (Đức) và 2 (România) được rút về đội hình của Tập đoàn quân xe tăng 1 đóng giữ khu vực Nalchik và dọc bờ Bắc sông Terek.

### Quân đội Liên Xô
Quân đội Liên Xô tại hai tuyến phòng thủ đầu tiên gồm hai tập đoàn quân. Tuyến phòng thủ thứ ba do hai sư đoàn được rút từ Quân khu Trung Á, ba lữ đoàn hải quân đánh bộ thuộc Phân hạm đội Kaspy và sư đoàn bộ binh sơn chiến 30 đóng giữ. Trong quá trình thực hành chiến dịch phòng thủ, quân đội Liên Xô rút dần các đơn vị này đưa ra tuyến Mozdok - Malgobek và thay vào đó hai quân đoàn xe tăng và hai quân đoàn kỵ binh được di chuyển vòng qua Trung Á, vượt biển Kaspy từ Krasnovodsk đổ bộ lên Baku và Derbent để chuẩn bị phản công:
- Tập đoàn quân 9 do trung tướng K. A. Koroteev chỉ huy gồm Quân đoàn bộ binh cận vệ 11 (các sư đoàn bộ binh cận vệ 8, 9, 10 và sư đoàn bộ binh nhẹ 57), các sư đoàn bộ binh 89, 176, 417, các trung đoàn bộ binh 19, 59, 60 và 131. Trong quá trình chiến dịch, Tập đoàn quân có thêm các sư đoàn bộ binh 61, 151, 389 và lữ đoàn hải quân đánh bộ 62 nhập vào sau khi rút lui các cụm tuyến phòng thủ tuyến một về.
- Tập đoàn quân 37 do thiếu tướng P. M. Kozlov chỉ huy gồm Sư đoàn bộ binh cận vệ 2, các sư đoàn bộ binh 151, 275, 295, 392, sư đoàn biên phòng 11, trung đoàn biên phòng 113 NKVD.
- Tập đoàn quân 44 (mới khôi phục lại) do thiếu tướng I. E. Petrov chỉ huy gồm sư đoàn bộ binh Azerbaijan 223, các sư đoàn bộ binh 414 và 416 Gruzia, các sư đoàn kỵ binh Kalmyk 30 và 110, các sư đoàn bộ binh 9, 10, 60, 84 và 256, 3 đoàn tàu bọc thép hoạt động trên các tuyến đường sắt Kizlyar - Astrakhan và Kizlyar - Gubermes.
- Tập đoàn quân 58 (thành lập ngày 30 tháng 8 năm 1942) do thiếu tướng B. A. Khomenko chỉ huy, gồm các sư đoàn bộ binh 317, 328, 337 sư đoàn bộ binh Makhachkala của NKVD, lữ đoàn bộ binh độc lập 3, các trung đoàn pháo binh 136 và 1147

Theo kế hoạch phòng thủ, Tập đoàn quân 37 giữ hướng Nalchik-Ordzonikidze, Tập đoàn quân 44 giữ hướng Kizlyar và hạ lưu sông Terek, Tập đoàn quân 58 giữ Makhachkala. Ban đầu, việc chỉ huy khu phòng thủ Grozny (bao gồm cả Mozdok và Malgobek) được giao cho thiếu tướng V. N. Martsenkevich. Từ ngày 25 tháng 8, tướng K. A. Koroteev, tư lệnh Tập đoàn quân 9 chịu trách nhiệm chỉ huy cả khu phòng thủ này, tướng V. N. Martsenkevich được điều về phụ trách tuyến phòng thủ thứ ba và khu phòng thủ Baku.

## Diễn biến
Ngày 25 tháng 8, tại thị trấn Kursavka, thiếu tướng Ernst-Felix Faeckenstedt, tham mưu trưởng Tập đoàn quân xe tăng 1 báo cáo kế hoạch tác chiến với các tướng Ewald von Kleist, Leo von Schweppenburg và Albert Zehler với nhan đề: "Kế hoạch tiếp tục các cuộc tấn công mới của Tập đoàn quân". Ernst-Felix Faeckenstedt phân tích:
| “                                                                    | Vùng thảo nguyên sa mạc ven biển Kaspy phía Bắc sông Terek (thảo nguyên vùng Kalmyk) rất khô cằn nên không thuận tiễn cho việc triển khai các lực lượng lớn. Ngoài vấn đề phải cung cấp nước với khối lượng lớn từ xa đến thì đây là một vùng rất nghèo đói của đối phương và cuộc chiến có thể sẽ trở thành cuộc tranh chấp các giếng nước ít ỏi. Do đó, Tập đoàn quân cần hướng các nỗ lực tấn công chính về khu vực Mozdok. Việc vượt qua con sông Terek không không khó khăn lắm và có chỗ, nó chỉ rộng khoảng 100 m. Do đó, cần giao cho Quân đoàn xe tăng 3 phối hợp với sư đoàn sơn chiến Romania nhiệm vụ đột kích qua Mozdok và đánh chiếm các căn cứ đầu cầu làm bàn đạp tấn công Grozny. Quân đoàn xe tăng 40 đã được tăng cường sư đoàn xe tăng 23 sẽ vòng sang phía Tây tấn công từ phía Tây vào khu vực Ordzonikidze, cắt đứt các tuyến đường sắt phía Nam Quân đoàn bộ binh 52 tấn công theo sau Quân đoàn xe tăng 3. Sau đó, dự kiến sẽ tiến hành một cuộc hợp vây, tiêu diệt đối phương tại khu vực phía Tây Ordzonikidze - Grozny và vượt sông Terek tiến đến Makhachkala | ” |
| — Ernst-Felix Faeckenstedt, tham mưu trưởng Tập đoàn quân xe tăng 1, | |   |

Ngày 31 tháng 8, Hitler một lần nữa điện nhắc nhở thống chế Wilhelm List:
| “               | Nhiệm vụ chính của Tập đoàn quân xe tăng 1 là tiêu diệt đối phương tại khúc cong của sông Terek... Tất cả các lực lượng, đặc biệt là xe tăng phải tiếp tục cuộc tấn công vào Grozny để có thể với tay đến các mỏ dầu trong khu vực. | ” |
| — Adolf Hitler, | |   |

### Trên tuyến phòng thủ Kislovodsk, Pyatigorsk và Georgiyevsk
Ngày 29 tháng 8, Tập đoàn quân xe tăng 1 (Đức) bắt đầu trinh sát chiến đấu. Sư đoàn xe tăng 23 (Đức) điều một trung đoàn đột phá dọc theo đường sắt từ Mineral Vody vào Pyatigorsk và Kilovodsk nhưng không vượt qua được các sư đoàn bộ binh 61 và 151 (Liên Xô), cuộc đột kích của trung đoàn 8 thuộc sư đoàn xe tăng 13 vào Georgiyevsk cũng bị sư đoàn bộ binh 389 (Liên Xô) đẩy lùi. Sau khi nắm được điểm yếu trong thế bố trí phòng thủ của quân đội Liên Xô và phát hiện ra tuyến phòng thủ thứ hai bố trí cách xa tuyến thứ nhất hơn 40 km và bị chia cắt bởi các con sông Kyra và Malka hầu như không có lực lượng đáng kể trấn giữ, ngày 1 tháng 9, tướng Ewald von Kleist điều động toàn bộ Quân đoàn xe tăng 3 công kích vào giữa Georgiyevsk và Pyatigorsk, chia cắt tuyến phòng thủ đầu tiên của quân đội Liên Xô. Sư đoàn bộ binh 389 (Liên Xô) bị hở sườn và phải vượt sông Malka lùi về tuyến thứ hai. Lữ đoàn hải quân đánh bộ 62 bị đánh dạt sang phía Đông đến tận Budenovsk. Phát hiện xe tăng Đức đã xuất hiện dọc theo đường sắt phía Nam Georgiyevsk, ngày 2 tháng 9, tướng I. I. Maslenikov điều lữ đoàn xe tăng 52 của tướng V. I. Filippov và các tiểu đoàn xe tăng độc lập 249 và 258 ra phản kích. Chỉ có hơn 40 xe tăng Liên Xô không thể cản được cuộc đột kích ồ ạt của 237 xe tăng Đức với sự yểm hộ của 2.356 khẩu pháo. Sau trận đánh ngày 2 tháng 9, lữ đoàn 52 đã mất 14 xe tăng T-34 và 2 xe tăng KV-1 đã phải lui về giữ Mozdok. Ngày 3 tháng 9, Sư đoàn xe tăng 13 (Đức) nhanh chóng vượt qua các con sông nhỏ phía Nam Georgyev tiến về Mozdok, sư đoàn xe tăng 19 đánh chiếm các đầu mối đường sắt Prokhladny và Maiski.
Ở phía Đông, Quân đoàn bộ binh 52 (Đức) lợi dụng sườn phải trên tuyến phòng thủ thứ nhất của quân đội Liên Xô bị sụp đổ đã nhanh chóng tràn qua các cứ điểm phòng thủ mỏng yếu ở Aleksndrovka và Vorontsovo phối hợp với Sư đoàn xe tăng 13 công kích Mozdok. Trên cánh phải, Quân đoàn xe tăng 40 vấp phải sức kháng cự mạnh của các sư đoàn bộ binh 61 và 151 tại khu phòng thủ Piatygorsk. Sau khi Pyatigorsk bị sư đoàn xe tăng 11 Đức đột nhập, ngày 3 tháng 9, hai sư đoàn bộ binh này đã rút về phía Nam sông Malka và lập trận tuyến phòng thủ mới. Sư đoàn xe tăng 11 (Đức) phải mất hai ngày mới vượt được sông Malka trong khi Tập đoàn quân 37 (Liên Xô) đã tập trung các lực lượng chính ở bờ nam sông Balsan trên tuyến phòng thủ thứ hai phía bắc Nalchik.

### Tại hướng Mozdok - Grozny
Trước nguy cơ quân Đức đánh chiếm các con đường quân sự quan trọng ở Gruzia, công binh Liên Xô đã được điều động và một cuộc rải mìn rộng lớn bắt đầu được triển khai. Dọc theo các đường núi hiểm trở, các hầm vượt núi và các cây cầu nhỏ qua các sông suối, khe sâu trên triền núi Kavkaz của khu vực Malgobeg cũng như xung quanh thành phố Grozny đã được công binh Liên Xô bố trí 49 bãi mìn, 6.000 hầm bẫy có gài mìn sát thương, 47 km hàng rào dây thép gai có gài mìn vướng nổ. Trên các đoạn đường trọng yếu, cứ 500 m được chôn 10 quả mìn chống tăng thành từ cụm và gài hàng trăm quả mìn chống kỵ binh. 12 điểm phá sập taluy cũng được thiết kế để sử dụng khi cần thiết. Tại khu vực phía Tây và Bắc Ordzhonikidze, hơn 350 hố sâu cùng 15 km hào chống tăng đã được đào cùng với 3.000 quả mìn chống tăng được bố trí hai bên con đường sắt ngang qua phía Bắc thành phố này. Tổng cộng có 1.500 xe kỹ thuật đã được huy động, mỗi xe chở 13 lính công binh cùng các loại mìn, thuốc nổ, kíp nổ và các thiết bị kỹ thuật đi kèm.
Ngày 6 tháng 9, Quân đoàn xe tăng 3 (Đức) đánh chiếm Mozdok. Ngày 7 tháng 9, Sư đoàn xe tăng 13 (Đức) sử dụng hơn 100 xe tăng và hai trung đoàn lính xung kích tấn công về hướng Kizlyar qua Voznesenskaya để chiếm các đầu cầu vượt sông Terek. Các trung đoàn xe tăng Đức đã vấp phải đón chặn đánh kịch liệt của Quân đoàn bộ binh cận vệ 11, lữ đoàn hải quân đánh bộ 62 và tiểu đoàn xe tăng 249 và lữ đoàn pháo chống tăng 47 (Liên Xô). Suốt ba ngày ròng rã, quân Đức đã bị chặn lại trên bờ bắc sông Terek. Hơn 50 xe tăng Đức đã phải nằm lại trên mép nước của con sông này. Các cầu phao mà quân Đức bắc qua sông đều bị pháo binh, không quân và công binh Liên Xô phá hủy. Ngày 11 tháng 9, Quân đoàn bộ binh 11 được tăng cường lữ đoàn xe tăng 52 tổ chức phản kích, đẩy lùi sư đoàn xe tăng 13 (Đức) 12 km, tướng Ewald von Kleist phải điều quân đoàn bộ binh 52 tổ chức phòng ngự lâm thời ở phía Bắc ga đường sắt Naurskaya để rút Sư đoàn xe tăng 13 về Mozdok
Không qua được sông Terek ở hạ lưu, tướng Ewald von Kleist chuyển hướng tấn công lên thượng nguồn sông Terek, dự tính đột kích qua Ordzhonikidze đến Grozny. Trong khi các sư đoàn xe tăng Đức đang tràn xuống Ordzhonikidze thì ngày 14 tháng 9, đặc công và công binh Liên Xô dùng thuốc nổ phá hỏng hoàn toàn 1.200 m đường sắt phía Tây Mozdok, làm gián đoạn việc tiếp tế xăng dầu, đạn dược và lương thực của Quân đoàn xe tăng 3 (Đức) tại Mozdok. Tuy nhiên, tướng Ewald von Kleist vẫn bình thản ra lệnh tiếp tục tấn công do nhánh đường sắt phía Nam qua Grozny nằm trong kế hoạch tấn công và nếu chiếm được con đường này thì mọi khó khăn về vận chuyển đường sắt cũng vẫn được giải quyết.

### Tại hướng Nalchik - Ordzhonikidze
Không đủ lực lượng để hợp vây các tập đoàn quân 9, 37 và 44 (Liên Xô) ở phía Bắc sông Terek, tướng Ewald von Kleist dồn những nỗ lực tấn công cuối cùng vào hướng Ordzhonikidze. Ngày 8 tháng 9, Quân đoàn xe tăng 40 (Đức chọc thủng phòng tuyến sông Balsan của Tập đoàn quân 37 (Liên Xô) tại Chegem. Ngày 9 tháng 9, sư đoàn xe tăng 3 đánh chiếm Nalchik, hình thành một bàn đạp tấn công Ordzhonikidze từ phía Tây. Ngày 12 tháng 9, sau khi đã tập hợp lại Quân đoàn xe tăng 3 ở Mozdok và Maisky, Tập đoàn quân xe tăng 1 Đức bắt đầu công kích hợp điểm vào Elkhotovo nhằm bao vây, chia cắt tập đoàn quân 37 (Liên Xô). Tuy nhiên, lối vào thung lũng phía Tây Ordzhonikidze chỉ rộng 7 km, quá chật hẹp để triển khai cả một Tập đoàn quân xe tăng. Tập đoàn quân 37 (Liên Xô) tận dụng sự chậm trễ của các xe tăng Đức để có thể vừa đánh, vừa rút lên các sườn núi giữa hai ngọn Kazbek và Shkhara. Chiếm được Elkhotovo nhưng không hợp vây được Tập đoàn quân 37 (Liên Xô), tướng Ewald von Kleist điều cả hai quân đoàn xe tăng sang phía Đông. Quân đoàn xe tăng 40 dùng sư đoàn xe tăng 3 kiềm chế Tập đoàn quân 37. Sư đoàn xe tăng 11 và sư đoàn pháo tự hành 670 và sư đoàn đổ bộ đường không 5 mới được tăng cường tấn công vào Ordzhonikidze. Quân đoàn xe tăng 3 đưa cả hai sư đoàn xe tăng 13 và 19 cùng với sư đoàn cơ giới SS "Wiking" tấn công Grozny.
Ngày 13 tháng 9, Tập đoàn quân 9 tổ chức một trận phục kích đánh xe tăng lớn tại "của mở" Elkhotovsky. Hơn 120 xe tăng và pháo tự hành của Quân đoàn xe tăng 40 hành quân thành hai nhóm, nhóm đầu 70 xe, nhóm sau 50 xe tiến về Ordzhonikidze. Khi chỉ còn cách thành phố hơn 2 km, nhóm xe tăng Đức đi đầu đã lọt vào một "cái bẫy" có chiều rộng đến 4 km, sâu 5 km. Từ cự ly chỉ khoảng 700 đến 800 m, các trung đoàn pháo binh 136 và 1147 được điều từ Tập đoàn quân 58 đến bố trí trên các sườn núi đã nã đạn chính xác vào đội hình của cả hai nhóm xe tăng Đức, 6 xe tăng Đức bốc cháy ngay trong phút đầu tiên. Ba phút sau đó 12 xe tăng nữa bốc khói. Các xe tăng Đức tản ra để phản kích thì gặp ngay các bãi mìn chống tăng được gài sẵn hai bên đường, thêm 4 xe tăng nữa nổ tung. Mặc dù các máy bay Đức đã đánh hỏng bốn khẩu pháo của trung đoàn pháo chống tăng 1147 nhưng vẫn không đủ để cứu sư đoàn xe tăng 11 (Đức) khỏi cơn mưa đạn. 18 xe tăng Đức đi đầu đội hình có gắng vượt lên nhưng lại vấp phải tuyến hỏa lực thứ hai của Lữ đoàn xe tăng 52 và các dàn pháo phản lực Katyusha. Trong khi các trung đoàn pháo binh 136 và 1147 đang bắn phá đoàn xe tăng Đức thì pháo binh của sư đoàn bộ binh 89 chuyển làn bắn sâu vào 300 m phía sau các nhóm xe tăng Đức, buộc bộ binh Đức phải quay lui. Kết thúc trận đánh ngày 13 tháng 9, chỉ riêng sư đoàn xe tăng 11 (Đức) đã mất thêm 52 xe tăng và 10 pháo tự hành. Lữ đoàn xe tăng 52 (Liên Xô) cũng có 10 chiếc bị bắn cháy.
Trên cánh trái, Quân đoàn xe tăng 3 (Đức) cũng vấp phải tuyến phòng ngự nhiều lớp trên đường vào Grozny nhưng vẫn cố tạo ra một cửa mở dù là tối thiểu để đột phá. Ngay tại lớp phòng thủ đầu tiên sư đoàn xe tăng 13 đã vấp phải đòn phản kích vào bên sườn do các sư đoàn bộ binh 176 và 417 (Liên Xô) thực hiện từ hướng sông Surzha. Từ phía Naurskaya, các sư đoàn bộ binh cận vệ 8 và 9 cũng thay nhau đột kích vào sư đoàn cơ giới SS "Wiking". Không đủ lực lượng để tiếp tục đột phá, ngày 15 tháng 9, tướng Ewald von Kleist phải ra lệnh cho toàn bộ Tập đoàn quân xe tăng 1 ngừng tấn công. Vấn đề còn lại đối với tướng Ewald von Kleist là phải bịt chặt cửa mở Elkhotovo, không cho quân đội Liên Xô phát huy những thành quả mới giành được để chuyển sang thế chủ động tấn công. Để giải quyết nhiệm vụ này, tướng Kleist rút sư đoàn xe tăng 3 về Nalchik, điều sư đoàn đổ bộ đường không 5 đến các phòng thủ dưới chân núi Kavkaz ở hướng Tây Nam và rải sư đoàn bộ binh 50 cùng với sư đoàn cơ giới 16 được điều từ thảo nguyên Kalmyk về dọc theo các tuyến đường sắt từ Mozdok và từ Elkhotovo đến Prokhladny. Ngày 25 tháng 9, sư đoàn xe tăng 3 (Đức) mở cuộc phản kích và chiếm lại cửa mở Elkhotovo ngày 27 tháng 9, tạm thời chặn đứng ý đồ phản công của quân đội Liên Xô, tạo một bàn đạp thuận lợi để mở cuộc tấn công tiếp theo vào ngày 25 tháng 10 năm 1942.

## Kết quả, đánh giá và ảnh hưởng

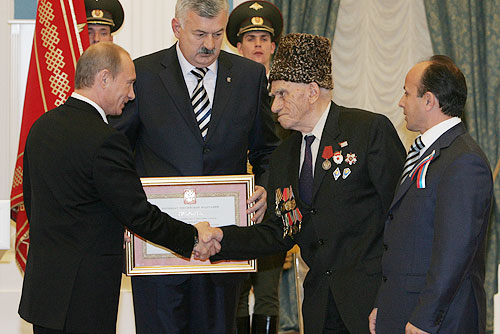
Tổng tổng thống Liên Bang Nga trao bằng chứng nhận "Vinh danh Thành phố quân sự" cho đại diện người dân Malgobek, ngày 7 tháng 11 năm 2007

Chiến dịch phòng thủ Mozdok–Malgobek đã gây cho Tập đoàn quân xe tăng 1 những tổn thất nặng nề hơn cả Trận Rostov (1941). Các số liệu thống kê thiệt hại ít nhất cũng cho thấy có đến gần 10.000 sĩ quan và binh lính chết và bị thương, khoảng 140 đến 150 xe tăng bị phá hủy. Cụm tập đoàn quân A đã không đạt được mục tiêu nhiệm vụ bao vây và tiêu diệt các tập đoàn quân Liên Xô tại khúc cong của sông Terek như Hitler đã hoạch định.
Những thất bại của Tập đoàn quân 1 (Đức) có nhiều nguyên nhân. Về chủ quan, phải kể đến việc triển khai đến bốn sư đoàn xe tăng trong một thung lũng hẹp, chỉ có duy nhất một hành lang ra vào và được quân đội Liên Xô gài sẵn thế trận phòng thủ ở phía Tây khu vực Grozny - Ordzhonikidze là một sai lầm về chiến thuật. Về chiến lược, Cụm tập đoàn quân A có binh lực hạn chế hơn so với Cụm tập đoàn quân "B" nhưng lại phải tác chiến trên một chính diện rộng hơn. Địa hình đồng bằng Kuban và thảo nguyên Kalmyk đúng là khá thuận lợi cho các hoạt động của xe tăng, cơ giới và không quân. Nhưng sau khi đánh thiệt hại đáng kể các tập đoàn quân Liên Xô, buộc họ phải lùi về phòng thủ trên các triền núi và tiếp tục truy kích đến chân dãy Kavkaz thì quân Đức đã mất đi lợi thế về địa hình. Vì không đủ binh lực khi chính diện tấn công mở rộng, Tập đoàn quân xe tăng 1 (Đức) đã phải đưa gần như toàn bộ đội hình lên tuyến trước. Tại phía sau chỉ có những binh đội tuần tiễu, chủ yếu được sử dụng để bảo vệ tuyến vận tải quan trọng nhất (đường sắt)..
Nhiều nhà phân tích quân sự cho rằng thất bại của Tập đoàn quân xe tăng 1 tại Bắc Kavkaz là do nó phải tác chiến đơn độc trên một hướng chiến lược riêng và cách xa hậu cứ, hầu như không nhận được sự chi viện nào đáng kể của Tập đoàn quân 17 đang sa vào các trận đánh có tính địa phương trên các triền núi phía Tây Bắc dãy Kavkaz. Trong giai đoạn đầu của chiến dịch, không quân Đức phát huy được vai trò yểm hộ tích cực và có hiệu quả cho xe tăng trên mặt đất khi chiến sự chủ yếu đang diễn ra ở phía Nam đồng bằng Kuban và hạ lưu sông Terek. Nhưng đến khi Tập đoàn quân xe tăng 1 chuyển hướng tấn công chủ yếu sang phía Tây khu vực Grozny - Ordzhonikidze, nơi có nhiều đồi núi và rừng cây thì hiệu quả đó bị giảm nhiều. Ngoài ra, một lực lượng đáng kể không quân ném bom và cường kích bị hút và hướng Stalingrad cũng làm giảm đánh kể sự yểm hộ từ trên không đối với lực lượng xe tăng.
Về hậu cần đảm bảo, một tập đoàn quân xe tăng đông đảo như Tập đoàn quân xe tăng 1 (Đức) cần được bảo đảm một khối lượng tiếp tế hậu cần lớn hơn nhiều so với một tập đoàn quân bộ binh. Trong đó, việc tiếp tế xăng dầu, đạn dược (chủ yếu là đạn pháo tăng) các thiết bị kỹ thuật hỗ trợ, các phụ tùng thay thế trở thành một hoạt động sống còn. Nhưng với chỉ duy nhất một con đường sắt có chất lượng kỹ thuật thấp và năng lực lưu thông hạn chế như tuyến đường Rostov - Makhachkala thì không thể đảm bảo cho tập đoàn quân ấy có đủ khí tài và đạn dược để duy trì sức chiến đấu trong một chiến dịch kéo dài.